# Premio Tanizaki
Il Premio Tanizaki (谷崎潤一郎賞?, Tanizaki Jun'ichirō Shō) è ritenuto, insieme al Premio Akutagawa, uno tra i più importanti riconoscimenti letterari del Giappone. Venne istituito nel 1965 dalla casa editrice Chūō Kōronsha, per commemorare l'80º anniversario della sua fondazione. In realtà il 1965 è anche l'anno in cui scomparve lo scrittore giapponese Jun'ichirō Tanizaki, a cui il premio è dedicato. Viene assegnato una volta l'anno e il vincitore riceve una targa e la somma di un milione di yen (poco meno di 9.500 euro, stima 2011).

## Vincitori del premio Tanizaki
- 1965 Kojima Nobuo (Hōyō kazoku, 抱擁家族)
- 1966 Endo Shusaku (Chinmoku, 沈黙)
- 1967 Kenzaburō Ōe (Il grido silenzioso, Manen gannen no futtoboru, 万延元年のフットボール)
- 1967 Abe Kobo (Tomodachi, 友達)
- 1968 non assegnato
- 1969 Enchi Fumiko (Shu wo ubau mono; Kizu aru tsubasa; Niji to shura, 朱を奪うもの/傷ある翼/虹と修羅)
- 1970 Yutaka Haniya (Yami no naka no kuroi uma, 闇のなかの黒い馬)
- 1970 Yoshiyuki Junnosuke (Anshitsu, 暗室)
- 1971 Noma Hiroshi (Seinen no wa, 青年の環)
- 1972 Maruya Saiichi (Tatta hitori no hanran, たった一人の反乱)
- 1973 Kaga Otohiko (Kaerazaru natsu, 帰らざる夏)
- 1974 Usui Yoshimi (Azumino, 安曇野)
- 1975 Minakami Tsutomu (Ikkyū, 一休)
- 1976 Fujieda Shizuo (Denshin ugaku, 田紳有楽)
- 1977 Shimao Toshio (Hi no utsuroi, 日の移ろい)
- 1978 Nakamura Shinichiro (Natsu, 夏)
- 1979 Tanaka Komimasa (Poroporo, ポロポロ)
- 1980 Kono Taeko (Ichinen no banka, 一年の牧歌)
- 1981 Fukazawa Shichiro (Michinoku no ningyotachi, みちのくの人形たち)
- 1981 Goto Akio (Yoshinodayu, 吉野大夫)
- 1982 Oba Minako (Katachi mo naku, 寂兮寥兮)
- 1983 Furui Yoshikichi (Asagao, 槿)
- 1984 Kuroi Senji (Gunsei, 群棲)
- 1984 Takai Yuichi (Kono kuni no sora, この国の空)
- 1985 Haruki Murakami (La fine del mondo e il paese delle meraviglie, Sekai no owari to Hādoboirudo Wandārando, 世界の終わりとハードボイルド・ワンダーランド)
- 1986 Hino Keizo (Sakyu ga ugoku yō ni, 砂丘が動くように)
- 1987 Tsutsui Yasutaka ( Yumenokizaka bunkiten, 夢の木坂分岐点)
- 1988 non assegnato
- 1989 non assegnato
- 1990 Kyoko Hayashi (Yasurakani ima wa nemuri tamae, やすらかに今はねむり給え)
- 1991 Inoue Hisashi (Shanghai Moon, シャンハイムーン)
- 1992 Setouchi Jakucho (Hana ni toe, 花に問え)
- 1993 Ikezawa Natsuki (Mashiasu giri no shikkyaku, マシアス・ギリの失脚)
- 1994 Tsujii Takashi (Niji no misaki, 虹の岬)
- 1995 Tsuji Kunio (Saigyō kaden, 西行花伝)
- 1996 non assegnato
- 1997 Hosaka Kazushi (Kisetsu no kioku, 季節の記憶)
- 1997 Miki Taku (Roji, 路地)
- 1998 Tsushima Yuko (Hi no yama - yamazaruki, 火の山―山猿記)
- 1999 Takagi Nobuko (Tokō no ki, 透光の樹)
- 2000 Tsujihara Noboru (Yudotei Maruki, 遊動亭円木)
- 2000 Murakami Ryu (Kyoseichu, 共生虫)
- 2001 Hiromi Kawakami (Sensei no kaban, センセイの鞄)
- 2002 non assegnato
- 2003 Tawada Yōko (Yōgisha no yakōressha, 容疑者の夜行列車)
- 2004 Horie Toshiyuki (Yukinuma to sono shūhen, 雪沼とその周辺)
- 2005 Machida Ko (Kokuhaku, 告白)
- 2005 Eimi Yamada (Fūmizekka, 風味絶佳)
- 2006 Yōko Ogawa (Mīna no Kōshin, ミーナの行進)
- 2007 Seirai Yuichi (Bakushin, 爆心)
- 2008 Natsuo Kirino (L'isola dei naufraghi, Tōkyō-jima, 東京島)
- 2009 non assegnato
- 2010 Kazushige Abe (Pisutoruzu, ピストルズ)
- 2011 Mayumi Inaba (Hantō he, 半島へ)
- 2012 Gen'ichiro Takahashi (Goodbye, Christopher Robin, さよならクリストファー・ロビン)
- 2013 Mieko Kawakami (Ai no Yume to ka, 愛の夢とか)
- 2014 Hikaru Okuizumi (Tōkyō jijoden, 東京自叙伝)
- 2015 Kaori Ekuni (Yamori, kaeru, shijimichō, ヤモリ、カエル、シジミチョウ)
- 2016 Akiko Itoyama (Hakujō, 薄情) ex aequo con Nagashima Yū (San no tonari wa gogōshitsu, 三の隣は五号室)
- 2017 Hisaki Matsuura (Meiyo to kōkotsu, 名誉と恍惚)
- 2018 Tomoyuki Hoshino (Honō, 焰)
- 2019 Kiyoko Murata (Hi-zoku, 飛族)
- 2020 Ken’ichirō Isozaki (Nihon mōmai zenshi, 日本蒙昧前史)
- 2021 Hitomi Kanehara (Ansōsharudisutansu,アンソーシャルディスタンス)
- 2022 Banana Yoshimoto (Miton to fubin, ミトンとふびん)[2]